# Léo Moulin
 (février 2024).
Si vous disposez d'ouvrages ou d'articles de référence ou si vous connaissez des sites web de qualité traitant du thème abordé ici, merci de compléter l'article en donnant les références utiles à sa vérifiabilité et en les liant à la section « Notes et références ».
Léo Moulin, né le 25 février 1906 à Bruxelles et y décédé le 8 août 1996, est un sociologue et professeur aux universités de Bruxelles, Louvain et Namur. Écrivain belge de langue française, il s'est particulièrement intéressé à la formation de la conscience européenne.

## Biographie
Léo Moulin est ancien pensionnaire de la Fondation Jean Jacobs à Bologne. En 1924, il entre à l'université libre de Bruxelles, où il est président du Cercle du Libre Examen. Par la suite, il est nommé professeur à l'université catholique de Louvain et aux Facultés Universitaires Notre-Dame de la Paix de Namur ainsi qu’au Collège d'Europe à Bruges. Il est aussi président de l’Institut belge de science politique.
Léo Moulin s’est intéressé aux ethos façonnés par l’univers catholique et à leurs conséquences sur le plan politique et du rapport à l’alimentation. Depuis le collège de l’Europe où il enseigne la sociologie politique, il pointe l’importance des cadres linguistiques et religieux dans l’expression des identités européennes. L’alimentation lui apparait alors comme un des lieux de lecture particulièrement pertinent. Ce sera le point de départ d’un ouvrage qui fera date L’Europe à table (Moulin, 1964). Son intérêt pour l’alimentation se porte alors sur la vie quotidienne des monastères identifiant une bipolarité entre attitudes ascétiques et hédoniques à la nourriture ainis que sur leurs justifications théologiques (Moulin, 1978). Élargissant sa perspective, il renouvelle sa pensée politique et suggère que le rapport au péché originel est organisateur de l’opposition gauche-droite et plus largement de la relation au plaisir. Pour lui la figure du moine Pélage et son optimisme radical fondé sur la négation du péché originel est la préfiguration de l’homme de gauche (Moulin, 1984). 
Il participe avec Maxime Rodinson et Jean Pierre Corbeau à la création du comité de recherche : "Sociologie et anthropologie de l'alimentation", (CR17) de l'AISLF (Association Internationale de Sociologie de Langue Française), en 1978. Bien que agnostique il s'intéresse à la théologie et l'humanisme chrétien qui dans sa dimension monastique est élément formateur de l'humanisme chrétien et de la conscience européenne. Il reçoit le prix de l’Académie française (Prix Thérouanne) pour La Vie quotidienne des religieux au Moyen Âge, en 1979. 
Il est l’époux de la poétesse et essayiste Jeanine Moulin et le père du compositeur de jazz Marc Moulin. 
Il a été vice-président de la Fédération internationale de la presse gastronomique et du vin. 

## Écrits

### Livres
- De Robespierre à Lénine, Labor, 1937
- Du Traité de Versailles à l'Europe d'aujourd'hui 1919-1939, Bruxelles: Ed. Ouvrières, 1939
- Histoire des temps modernes (de 1453 à 1489). Syllabus, vocabulaire, biographies, questions, 1941
- Socialism of the West: An Attempt to Lay the Foundations of a New Socialist Humanism, London: Victor Gollancz, 1948
- Le monde vivant des religieux, Dominicains, Jésuites, Bénédictins..., Calmann Lévy, 1964
- La société de demain dans l'Europe d'aujourd'hui, Denoël, 1966
- L’Aventure européenne. Introduction à une sociologie du développement économique de l'Occident, Brugge: de Tempel, 1972
- L'Europe à table: dis moi ce que tu manges, Sequoia, 1975
- La Vie quotidienne des religieux au Moyen Âge, Hachette, 1978 - prix Thérouanne de l’Académie française en 1979
- La Nouvelle Trahison des clercs, in: La Revue générale, 1978
- La Belgique à table, Anvers: Exco Books, 1979
- Saint Benoît, père de l'Occident, Zodiaque, 1980
- Ces Belges reflets de la Belgique, Sequoia, 1980
- Les origines médiévales de la transnationalité, in: Actes du Forum mondial des associations internationales,  Bruxelles: UAI, 1980
- (avec André Molitor, Georges Van Den Abeelen, et alii): "Nous, rois des Belges", 1831-1981, 150 ans de monarchie constitutionnelle, Ed. Crédit Communal de Belgique, 1981
- La Gauche, la droite et le péché originel, Librairie des Méridiens, 1984
- (avec Newman John-Henry, Oursel Raymond): L'Europe des monastères, Zodiaque, 1988
- Aux racines profondes de l'Europe, Fondation Jean Monnet, 1988
- Les Liturgies de la table. Une histoire culturelle du manger et du boire, Albin Michel / Fond Mercator, 1988
- (avec Stanisaw Grygiel, Gérard Defois, et al.): Les universités catholiques en Europe: études et prospectives, Ed. Universitaires, 1990
- La vie quotidienne des religieux au Moyen Age. X—XV siècle, Paris: Hachette, 1990
- La vie des étudiants au Moyen Âge, Albin Michel, 1991
- L'Europe, fille aînée du Moyen Age, in: Philosophie politique, PUF, 1991
- Libre parcours - Itinéraire spirituel d'un agnostique, Racine, 1995
- Moi et les autres - Petit traité de l'agressivité au quotidien, 1996

## Distinctions
- 1979 : prix Thérouanne[1]